# Hoplocryptus bohemani
Hoplocryptus bohemani är en stekelart som först beskrevs av Holmgren 1856.  I den svenska databasen Dyntaxa används istället namnet Aritranis bohemani. Enligt Catalogue of Life ingår Hoplocryptus bohemani i släktet Hoplocryptus och familjen brokparasitsteklar, men enligt Dyntaxa är tillhörigheten istället släktet Aritranis och familjen brokparasitsteklar. Arten är reproducerande i Sverige. Inga underarter finns listade i Catalogue of Life.